# 宮城交通仙台南営業所
宮城交通仙台南営業所（みやぎこうつうせんだいみなみえいぎょうしょ）は、宮城県名取市高舘熊野堂字五反田にある宮城交通の営業所。

## 沿革
- 2003年（平成15年）4月14日 - 仙台営業所長町南車庫が移転、仙台南営業所開設。
- 2013年（平成25年）7月1日 - 郡山富田線・東北工大線を仙台営業所に移管。
- 2021年（令和3年）9月26日 - 仙台 - 福島線の運用を開始。

## 高速バス所管路線
夜行便
- フォレスト号
- 青葉号
- 広瀬ライナー（新宿・渋谷→仙台・石巻）

昼行便
- SSライナー号
- 仙台 - 本荘線 ※当社担当便は羽後交通に委託中
- 仙台 - 郡山線
- 仙台 - 福島線
- 仙台 - 山形線
- 仙台空港 - 山形線
- 仙台 - 上山線
- 広瀬ライナー（石巻・仙台→新宿・渋谷）
- ザ・サンライナー（松島・仙台 - 東京・成田空港）

## 高速バス休廃止路線
- エトアール号
- 仙台 - 富山線
  - 現在は両路線が統合され、かつての共同運行会社の北陸鉄道と富山地方鉄道が運行（当社は運行支援業務のみ行う）。2021年8月31日路線廃止。
- 信州ライナー号
- SGライナー号 仙台 - 藤岡：当時（日本中央バス単独運行化）
- ミリオンライナー 仙台 - さいたま：当時（日本中央バス単独運行化後、武蔵浦和駅と板橋車庫へ延伸。2011年11月廃止）
- 仙台 - 相馬線

## 路線バス所管路線

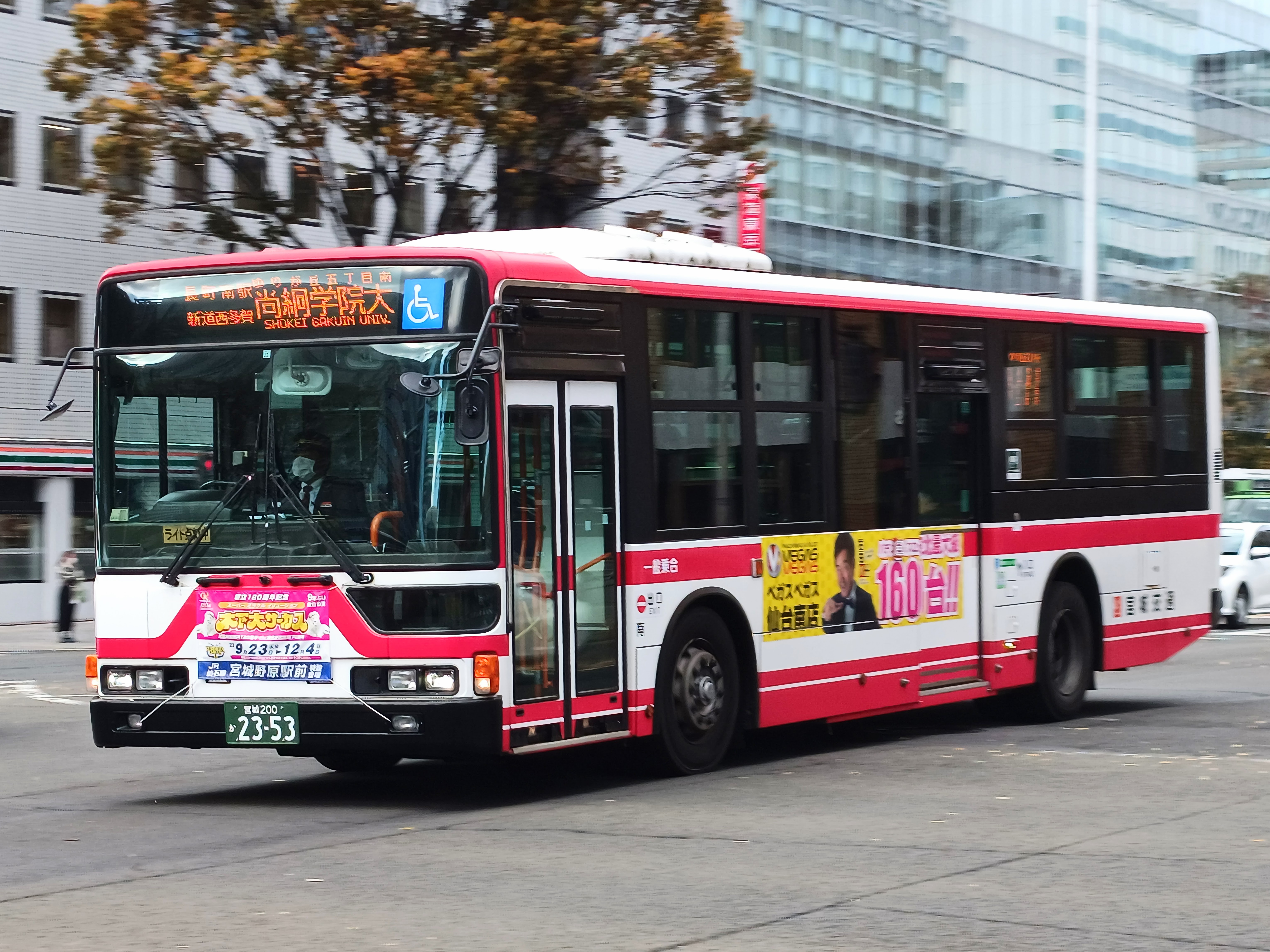
尚絅学院大前行（2022年11月14日）

### 尚絅学院大線
仙台営業所・名取駐在と共管
新道西多賀経由は宮城交通が開設した路線であるが、西中田経由は仙台市営バスからの移管路線である。
新道西多賀経由
- 県庁市役所前 - 仙台駅前 - 大年寺前 - 長町南駅・太白区役所前/泉崎 - 新道西多賀 - ゆりが丘一丁目北 - （ゆりが丘四丁目 - ）尚絅学院大前（ - 那智が丘入口）
- 長町駅東口 - 長町南駅・太白区役所前 - 新道西多賀 - ゆりが丘一丁目北 - （ゆりが丘四丁目 - ）尚絅学院大前（ - 那智が丘入口）
- （快速便）長町駅東口→長町南駅・太白区役所前→（無停車）→尚絅学院大前
  - 2009年（平成21年）10月1日 - 停留所新設（新道西多賀中央・新仙台郵便局前）。
  - 2011年（平成23年）4月18日 - 快速便（平日2本のみ運行）の運行を開始。

西中田経由
- 長町駅東口 - 長町駅西口 - 長町南駅・太白区役所前 - 大野田 - 西中田七丁目 - 南仙台駅西口 - 熊野堂 - 那智が丘入口 - （ゆりが丘四丁目 - ）尚絅学院大前（ - ゆりが丘一丁目北）
  - 2004年（平成16年）3月29日 - 仙台市営バスから移管。
  - 2010年（平成22年）3月23日 - 一部便をJR長町駅東口発着とする。
  - 2012年（平成24年）10月1日 - 長町四丁目発着系統を廃止、JR長町駅東口発着と統合。
  - 2013年（平成25年）1月21日 - この日より、平日の一部運用を名取駐在に移管。
  - 2022年（令和4年）4月1日 - 一部経路を変更。「飛鳥」停留所を移設し「岩口」と改称[1]。

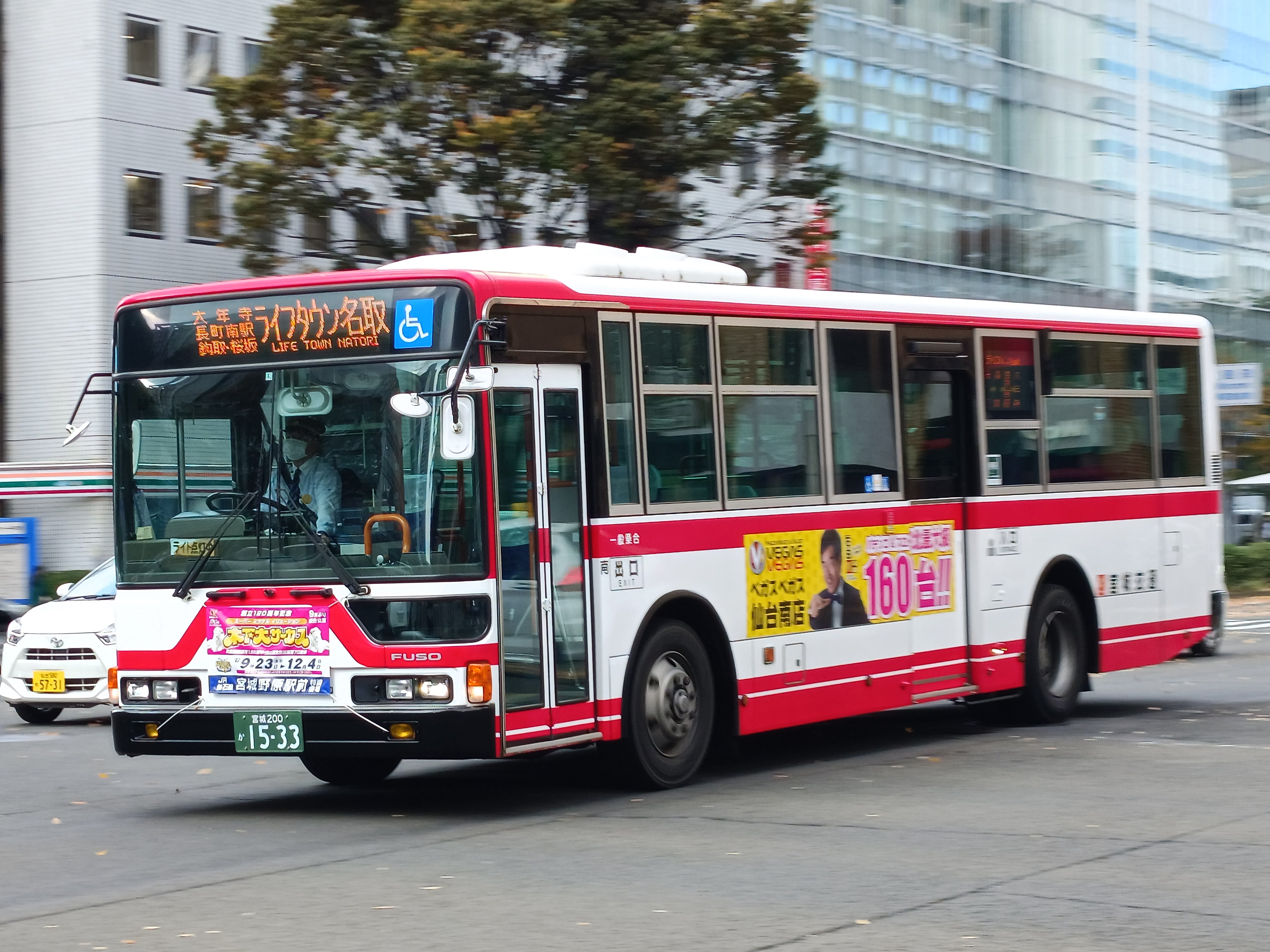
ライフタウン名取行（2022年11月8日）

### ライフタウン名取線
仙台営業所と共管
- 県庁市役所前 - 仙台駅前 - 大年寺前 - 長町南駅・太白区役所前 - 西多賀一丁目 - 鈎取 - 余方 - ライフタウン名取
- ライフタウン名取→余方→新道西多賀→大年寺前→仙台駅前→県庁市役所前
- 長町駅東口 - 長町南駅・太白区役所前 - 西多賀一丁目 - 鈎取 - 余方 - ライフタウン名取
  - 2010年3月23日 - 鈎取経由県庁市役所前発着便を長町南駅・太白区役所前経由とする。
  - 以前は早朝のみ、ライフタウン名取発瀧澤寺前経由県庁市役所行が運行されていたが、新道西多賀経由に統合する形で廃止された。

### 熊野堂線
- 長町駅東口 - 長町南駅・太白区役所前 - 新道西多賀 - 仙台南営業所
  - かつては「仙台南営業所線」という路線名であった。

## その他
- 高速バス共同運行会社の乗務員休憩所・滞泊所となっており、以下の会社が入庫する。
  - 近鉄バス：フォレスト号
  - 名鉄バス：青葉号
  - 庄内交通：夕陽号
  - 羽後交通：仙台 - 酒田・本荘線
  - 秋田中央交通：仙秋号